# Poggio de San Remo
El Poggio de San Remo es una colina situada en San Remo (provincia de Imperia, región de la Liguria, Italia), constituido administrativamente como fracción geográfica de dicha ciudad. Se encuentra habitado y cuenta con una iglesia parroquial en honor a Santa Margarita de Antioquía.
El enclave es especialmente conocido por su vinculación con la clásica ciclista Milán-San Remo, considerado uno de los cinco monumentos del ciclismo, dado que es la última dificultad montañosa antes de descender a la localidad costera donde se sitúa la línea de meta. Se trata de una suave ascensión de 4 km con una pendiente media del 3,7% en la que habitualmente se producen movimientos en pos de la victoria tanto en la subida como en la bajada. La cota fue introducida en el recorrido por el organizador Vincenzo Torriani para la edición de 1960 con el objetivo de endurecer la parte final de la carrera y dificultar así un nuevo triunfo del velocista Miguel Poblet, que en los tres años anteriores había obtenido dos victorias y un segundo puesto.